# Całując niebo
Całując niebo (Kiss the Sky) – amerykański dramat obyczajowy nakręcony w 1999 r. Opowiada on o dwójce przyjaciół, którzy wyruszają w zamorską podróż służbową na Filipiny. Obaj zakochują się w tej samej kobiecie.